# Tobago
Tobago je menší ze dvou hlavních ostrovů tvořících stát Trinidad a Tobago. Nachází se na pomezí Karibského moře a Atlantiku zhruba 100 km severovýchodně od jihoamerického pobřeží. Od ostrova Trinidad je vzdálen přibližně 30 km. Další nejbližší ostrov Malých Antil je Grenada vzdálená na 180 km. Jeho rozloha je 300 km² a je přibližně 40 kilometrů dlouhý a 10 kilometrů široký. Ostrov je vulkanického původu, panuje zde tropické klima s průměrnou roční teplotou 28 °C.
Na ostrově žije okolo 50 000 obyvatel, z toho 17 000 v hlavním městě Scarborough. Většina obyvatel je afrického původu. Po objevení Ameriky Evropany patřilo Tobago pod španělskou korunu. Během koloniálního období ostrov změnil několikrát svého majitele – Spojené království, Nizozemské království, Francie a Kuronsko.
Tobago bývá na základě své zeměpisné polohy a přírodních poměrů ztotožňováno s ostrovem, na který Daniel Defoe umístil děj své knihy Robinson Crusoe.

## Fotogalerie

administrativní dělení Tobaga na 7 farností
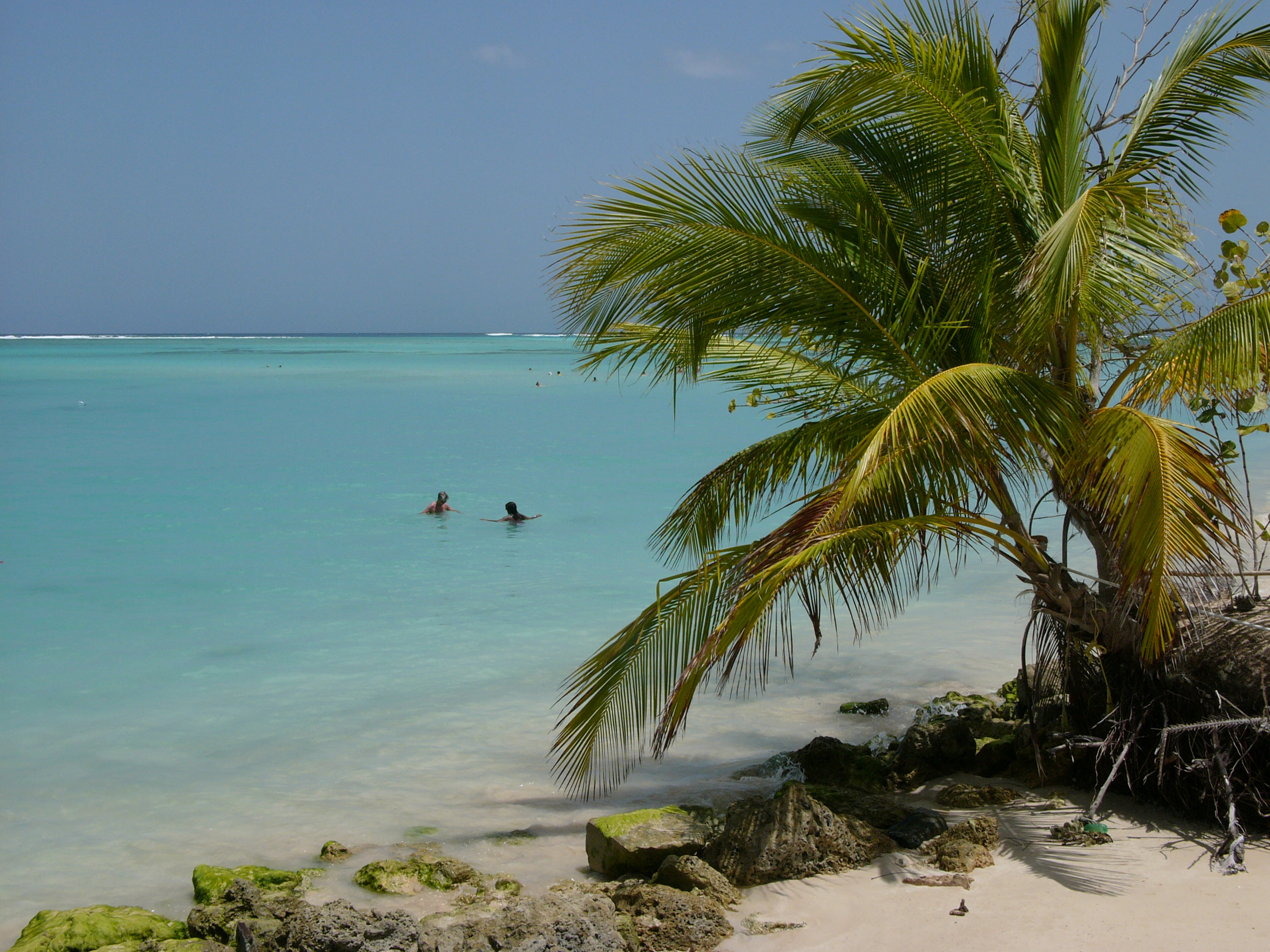
pláž Buccoo
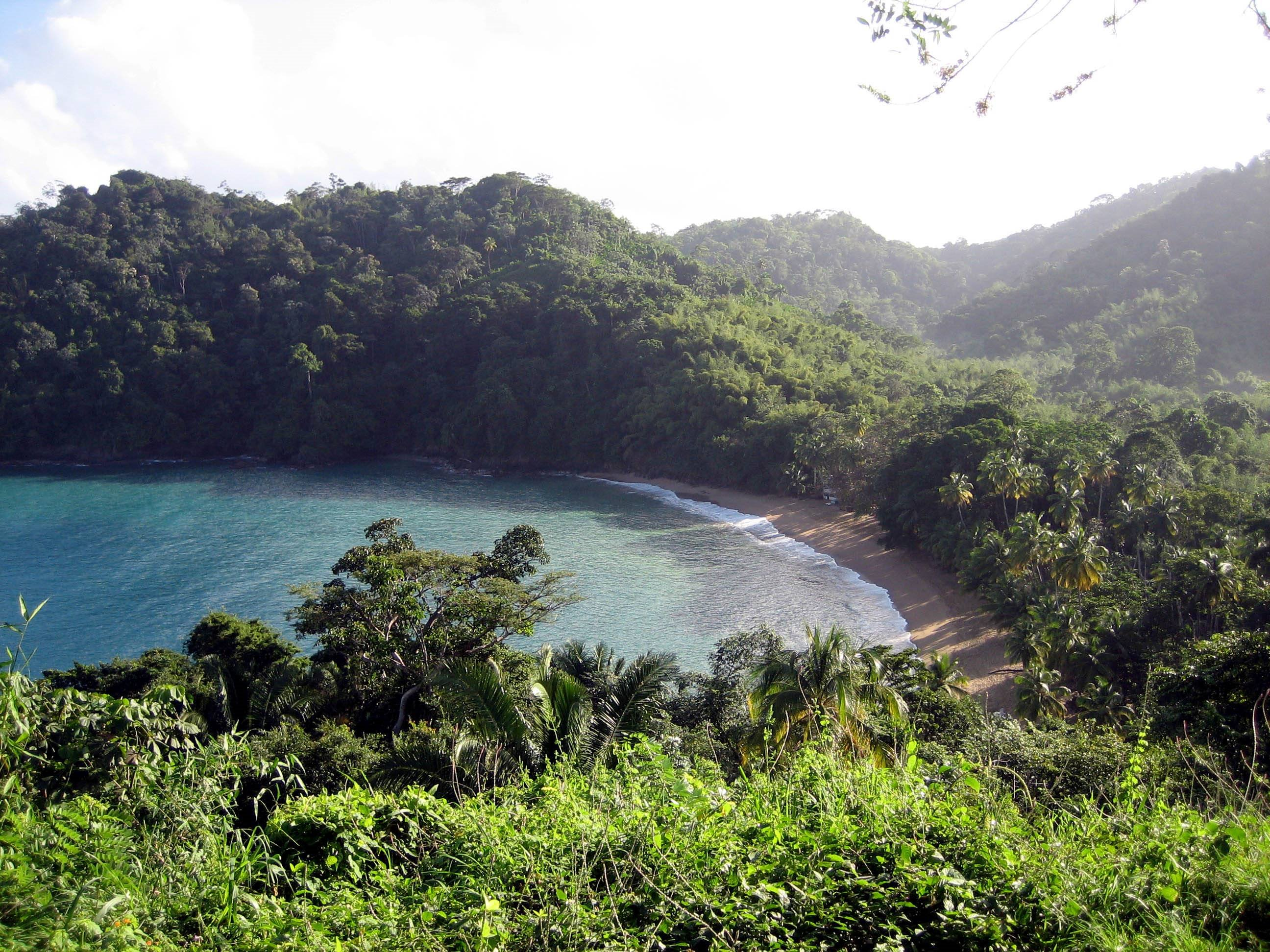
zátoka Englishmans
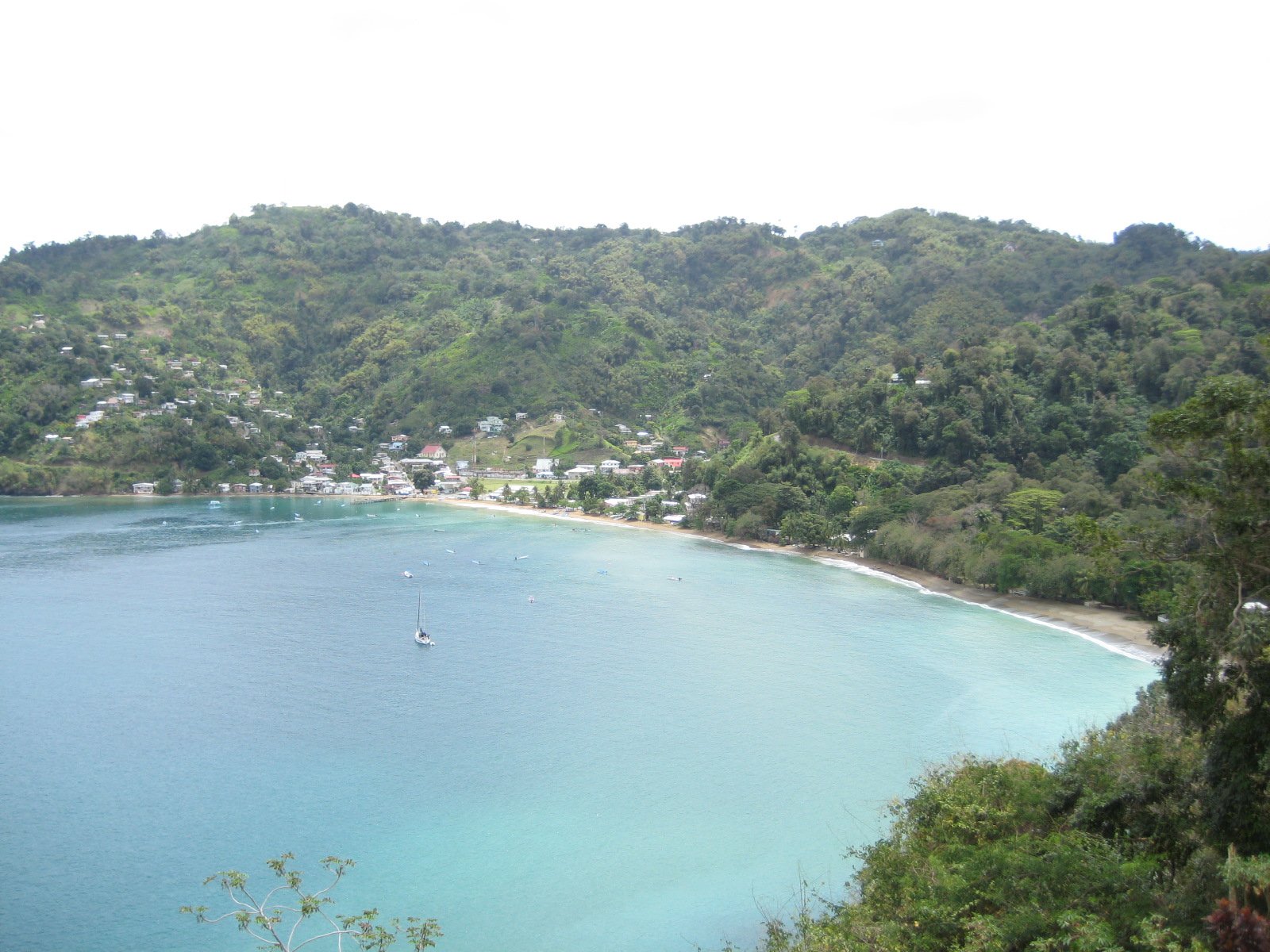
osada Charlotteville